# Živoj
Živoj byl ruský torpédoborec třídy Bojkij. V řadách Černomořského loďstva se účastnil první světové války. Za ruské občanské války se po různých peripetiích stal součástí bělogvardějské námořní eskadry. V listopadu 1920 se potopil v bouři.

## Stavba
Torpédoborec postavila v letech 1902–1905 loděnice v Nikolajevu.

## Konstrukce
Po dokončení výzbroj představoval jeden 75mm kanón, pět 47mm kanónů a tři 381mm torpédomety s celkovou zásobou šesti torpéd. Před první světovou válkou byla výzbroj upravena na dva 75mm kanóny a dva 381mm torpédomety. Pohonný systém tvořily čtyři kotle Yarrow a dva parní stroje o výkonu 5700 hp, pohánějící dva lodní šrouby. Nejvyšší rychlost dosahovala 26 uzlů.

## Služba
Do služby u Černomořského loďstva byl zařazen v roce 1905. Za první světové války se účastnil bojových akcí proti Turecku. Po vypuknutí války sloužil na základně Batumi, odkud podporoval operace ruských vojsk na Kavkaze. V roce 1917, operujíc ze základny Sulina, podnikal spolu s torpédoborcem Žarkij výpady proti tureckému pobřeží. Úspěšná byla až jejich třetí akce ze dne 4. dubna, kdy potopili dva větší turecké škunery. V červnu 1918 padl do německých rukou a byl zařazen do služby pod názvem R 12. Po německé kapitulaci zůstal Živoj spolu s dalšími zbylými ruskými loděmi v Sevastopolu, který ovládly britské a francouzské expediční sbory. V září 1919 byl předán nově zformovanému bělogvardějskému loďstvu. Za evakuace Sevastopolu v listopadu 1920 se v silné bouři 16. listopadu převrátil i s 350 lidmi na palubě.